# Petite rivière de la Baleine
Petite rivière de la Baleine – rzeka we wschodniej Kanadzie, na północy prowincji Quebec.
Petite rivière de la Baleine wypływa z jezior D'Iberville i Amichinatwayach, następnie płynie w kierunku zachodnim aż do ujścia do Zatoki Hudsona.
Rzeka nazywana jest przez Indian Kri Wâpamekustûss, a przez Inuitów Qilalugarsiuviup Kuunga (co oznacza „rzekę, w której poluje się na białuchy”). W XVIII wieku Brytyjczycy (rzeka leżała na obszarze należącym do Kompanii Zatoki Hudsona) nazwali ją Little Whale River. Od czasu przyłączenia dorzecza rzeki do Quebecu w 1912 roku używano tłumaczenia francuskiego angielskiej nazwy. Nazwę tłumaczono jednak najczęściej błędnie, jako Rivière de la Petite Baleine („Rzeka Małego Wieloryba”). Dopiero w 1962 roku Commission de géographie du Québec skorygowała oficjalnie nazwę na dzisiejszą Petite rivière de la Baleine („Mała Rzeka Wielorybia”).
Około 100 km na południe znajduje się rzeka Grande rivière de la Baleine.